# Jaroslav Jurek
Jaroslav Jurek (14. listopadu 1905 Vranová – 23. listopadu 1944 Dukelský průsmyk) byl český učitel a důstojník padlý během Karpatsko-dukelské operace.

## Život

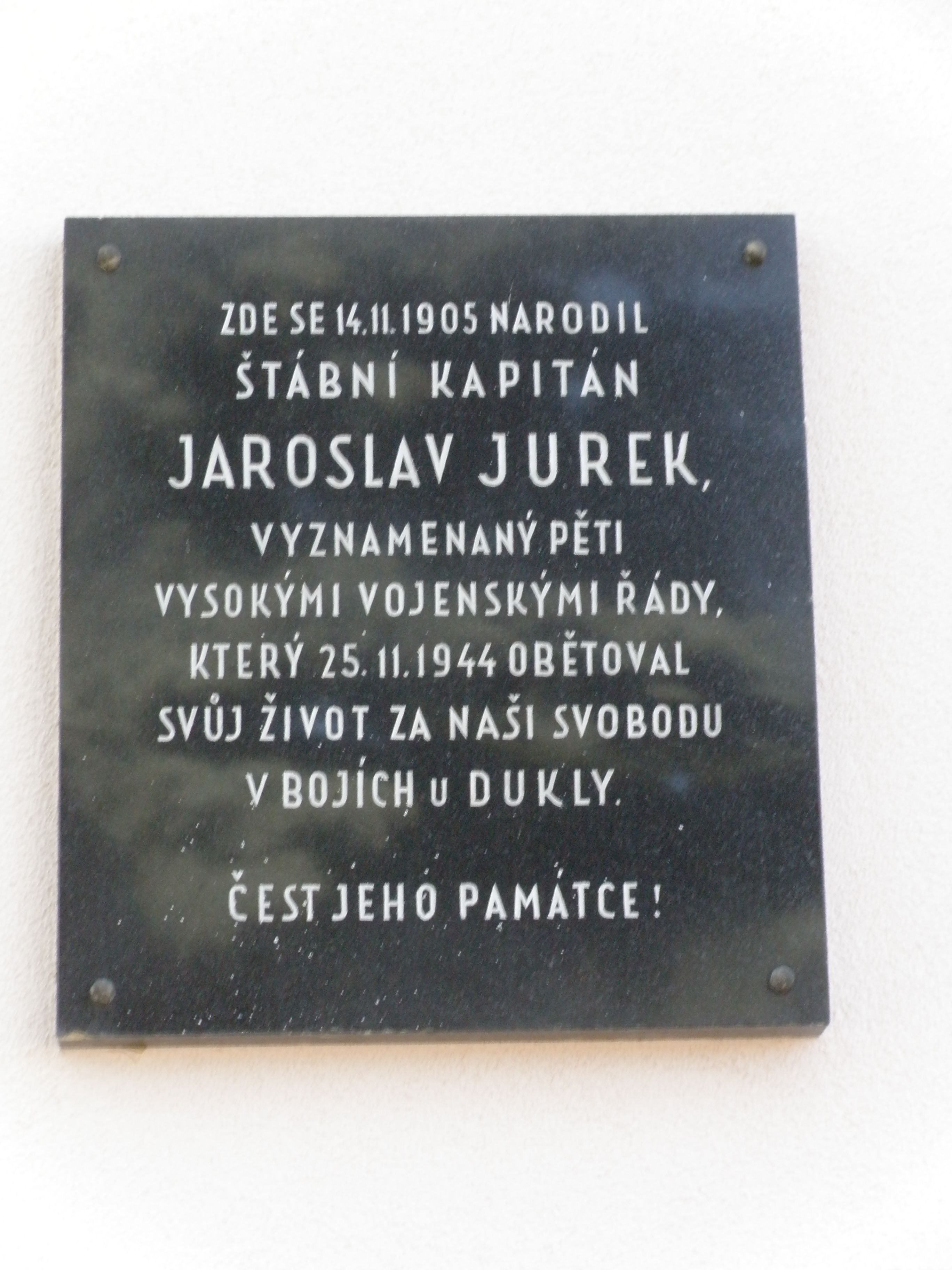
Pamětní deska Jaroslav Jurka ve Vranové

Jaroslav Jurek se narodil 14. listopadu 1905 ve Vranové na Blanensku v rodině učitele Františka Jurka a Josefy, rozené Šoukalové. Působil jako odborný učitel v Bukurešti, kdy bydlel na československém velvyslanectví, chlapecké měšťanské škole v Brně v ulici Na Rejdišti a jako malodohodový referent Svazu československého učitelstva. Po německé okupaci v březnu 1939 vstoupil do protinacistického odboje v politické skupině Obrany národa. Dne 29. října 1939 opustil Protektorát Čechy a Morava a 1. listopadu téhož roku vstoupil v Bukurešti do Československé armády v zahraničí. Zúčastnil se bojů na Středním východě, poté byl přesunut do Anglie. Zde podal žádost o převelení k československé jednotce na východní frontě, následně byl odeslán k 2. pěšímu praporu 1. československého armádního sboru. Dne 23. listopadu se zapojil do bojů o Dukelský průsmyk a ještě týž den v hodnosti štábního kapitána padl.

## Rodina
Příslušníkem Československé armády v zahraničí byl během druhé světové války i jeho bratr Bohuslav Jurek.

## Posmrtná ocenění
- Jaroslavu Jurkovi byla na jeho rodném domě čp. 2 ve Vranové odhalena pamětní deska[2]